# Aparhant, Tolna
Aparhant  este un sat în districtul Bonyhád, județul Tolna, Ungaria, având o populație de 1.056 de locuitori (2011). 

## Demografie
Componența etnică a satului Aparhant
     Maghiari (86,46%)
     Germani (9,96%)
     Romi (2,87%)
     Necunoscut (0,36%)
     Slovaci (0,36%)
     Alții (0,36%)
Componența confesională a satului Aparhant
     Romano-catolici (77,18%)
     Fără religie (4,07%)
     Reformați (2,56%)
     Luterani (1,52%)
     Necunoscută (14,68%)
Conform recensământului din 2011, satul Aparhant avea 1.056 de locuitori. Din punct de vedere etnic, majoritatea locuitorilor (86,46%) erau maghiari, existând și minorități de germani (9,96%) și romi (2,87%). Apartenența etnică nu este cunoscută în cazul a 0,36% din locuitori.  Din punct de vedere confesional, majoritatea locuitorilor (77,18%) erau romano-catolici, existând și minorități de persoane fără religie (4,07%), reformați (2,56%) și luterani (1,52%). Pentru 14,68% din locuitori nu este cunoscută apartenența confesională.